# East Newnan
East Newnan is een plaats (census-designated place) in de Amerikaanse staat Georgia, en valt bestuurlijk gezien onder Coweta County.

## Demografie
Bij de volkstelling in 2000 werd het aantal inwoners vastgesteld op 1305.

## Geografie
Volgens het United States Census Bureau beslaat de plaats een oppervlakte van
7,7 km², waarvan 7,5 km² land en 0,2 km² water.

## Plaatsen in de nabije omgeving
De onderstaande figuur toont nabijgelegen plaatsen in een straal van 16 km rond East Newnan.